# Red Velvet (hudební skupina)
Red Velvet (korejsky 레드벨벳) je jihokorejská dívčí skupina pod společností SM Entertainment. Skupina debutovala s čtyřmi členkami: Irene, Seulgi, Wendy a Joy. Debutovaly 1. srpna 2014 se singlem „Happiness“. Pátá členka Yeri se ke skupině přidala až v březnu roku 2015 a společně vydaly mini album „Ice Cream Cake“.

## Historie

### 2007–2014: Formace a aktivity před debutem
Skupina Red Velvet se začala formovat v roce 2007, kdy se Seulgi stala praktikantkou pod SM Entertainment. V roce 2009 se připojila Irene a Yeri v roce 2011. Wendy a Joy se k SM Entertainment přidaly skrz Globální konkurzy v Kanadě a Soulu. V prosinci roku 2013 byly představeny Irene a Seulgi. V březnu 2014 Wendy. Irene a Seulgi se objevily v hudebních videích pro „1-4-3 (I Love You)“ a „Fantastic“, od Henryho, který také patřil pod SM Entertainment. Seulgi také vystupovala v Henryho „Butterfly“. V březnu 2014 byla Wendy, poté připsána jako členka SR14G, představena vydáním „Because I Love You“, jejího prvního sólového soundtracku k dramatu Mimi vysíláném stanicí Mnet.

### 2014–2015: Debut, nová členka Yeri
Red Velvet debutovaly 1. srpna 2014 na programu Musick Bank. Poté 4. srpna na YouTube vydala skupina singl „Happines”. Video získalo přes 2 miliony zhlédnutí za prvních 24 hodin. V srpnu téhož roku to bylo druhé nejzhlédnutější kpopové hudební video. Red Velvet se stala první K-popovou dívčí skupinou, která dostala svůj debutový singl do žebříčku Billboard World Digital Songs, kde dosáhla vrcholu na 4. místě. Dne 13. října téhož roku vydala skupina druhý singl „Be Natural“ kde s Red Velvet spolupracoval člen skupiny SR14B Taejong.

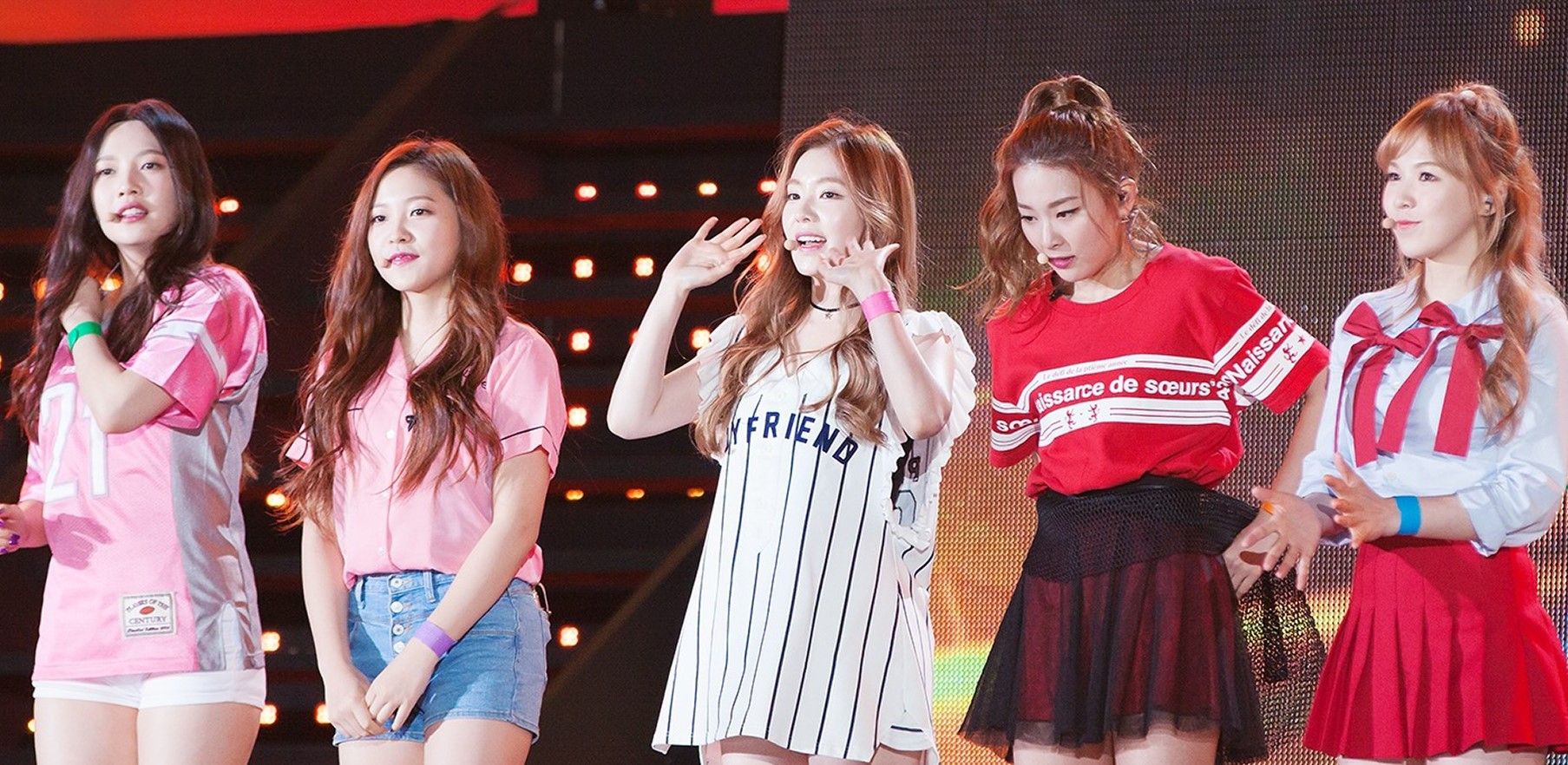
Red Velvet na koncertě v roce 2015

Tato píseň byla remakem stejnojmenné písně od skupiny S.E.S. Píseň se umístila na 33. místě na žebříčku Gaon Digital Chart a na 6. místě na Billboard World Digital Songs. Později Red Velvet vyhrály ocenění „Rookie of the Year“ na Golden Disk Awards a Seoul Music Awards.
V únoru roku 2015 společnost SM Entertainment oznámila, že k Red Velvet se připojí nová členka. Touto členkou se měla stát Yeri, bývalá členka SM Rookies. 11. března téhož roku se Yeri oficiálně připojila k Red Velvet a společně vydaly mini album „Ice Cream Cake“.

### 2016–2017: Komerční úspěch a první turné

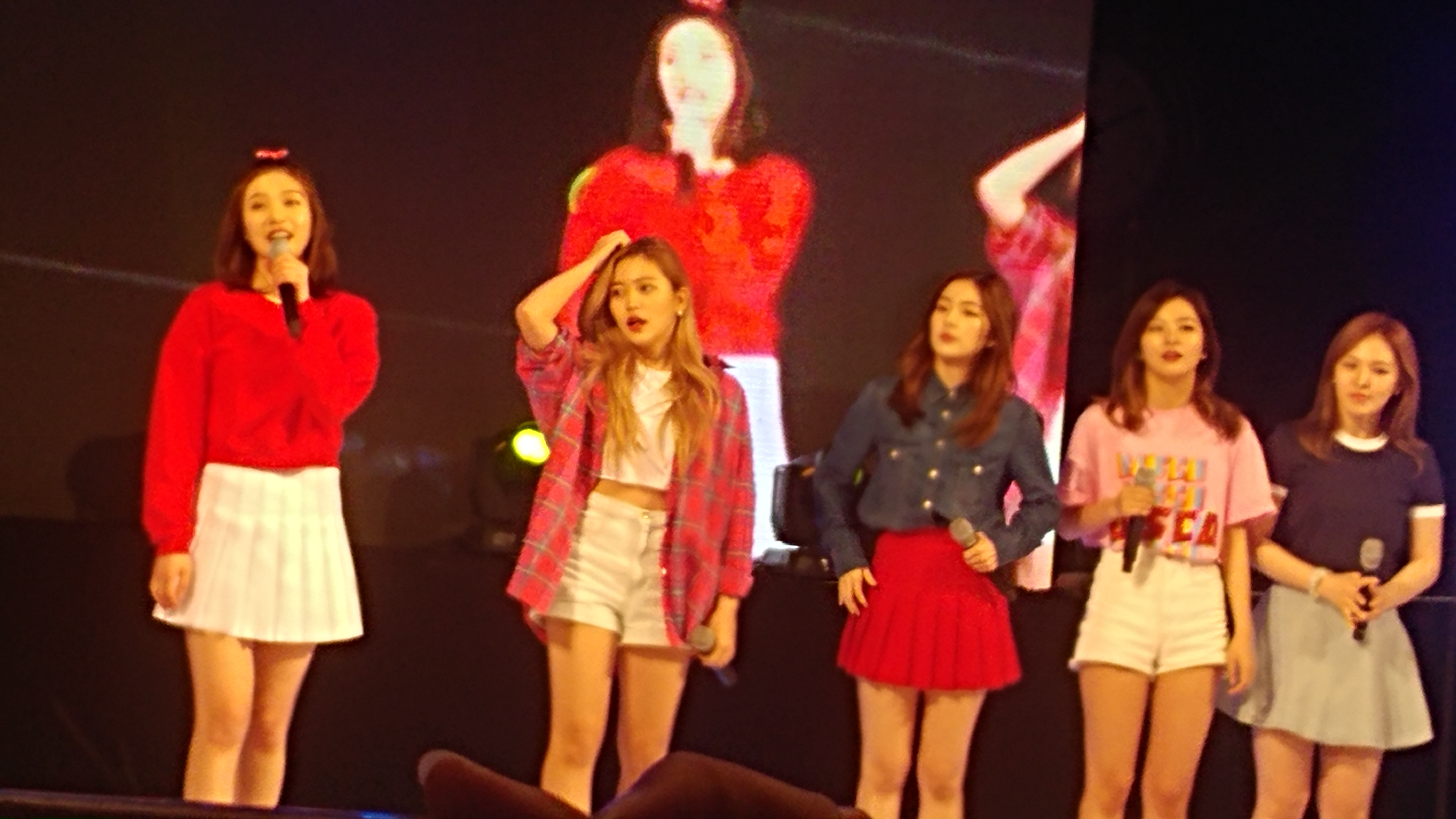
Red Velvet na Myongji University Festival v roce 2016

Druhé mini album The Velvet mělo původně vyjít 16. března 2016. SM Entertainment však oznámilo, že vydání hudebního videa a alba bude odloženo, aby byla zajištěna vysoká kvalita práce. Album a jeho titulní skladba „One of These Nights" vyšlo ale jen o den později, 17. března. 2. května vydaly Red Velvet soundtrack „Yossism" pro dětskou animovanou sérii Telemonster.
Skupina vydala své třetí EP, Russian Roulette. Album se skládá ze sedmi skladeb, včetně stejnojmenného vedoucího singlu „Russian Roulette“. 13. září 2016 získaly Red Velvet své první vítězství s Russian Roulette na programu The Show. Singl se dostal na druhé místo v žebříčku Gaon Digital Chart a Billboard's World Digital Songs. 1. února 2017 vydali Red Velvet EP Rookie, které se skládalo z šesti skladeb včetně titulní skladby „Rookie“ a sólové skladby od Wendy s názvem „Last Love“. Album se umístilo na prvním místě žebříčku Gaon Album Chart i Billboard World Albums Chart. Skupina získala své první vítězství v hudební show s „Rookie“ v pořadu The Show 7. února, následovala vítězství v Show Champion, M Countdown, Music Bank a Inkigajo.
9. července 2017 vydali Red Velvet EP The Red Summer s hlavním singlem „Red Flavour“. EP bylo komerčně úspěšné. Umístilo se na prvním místě v žebříčcích Gaon Album Chart a Billboard World Albums Chart.
18. srpna uspořádala skupina svůj první samostatný koncert s názvem Red Room. Koncert byl plánován dvoudenní, ovšem kvůli poptávce byl přidán třetí termín. 4. října bylo prostřednictvím japonských webových stránek SM Entertainment, že skupina bude mít své první představení v Japonsku. Představení nazvané Red Velvet Premium Showcase F'U'N Room Reveluv-Baby Party se konalo v Tokiu 6. listopadu. Zde poprvé zahráli japonské verze svých písní „Dumb Dumb“ a „Red Flavour“. 
17. listopadu 2017 Red Velvet vydaly své druhé studiové album Perfect Velvet s vedoucím singlem „Peek-a-Boo“. Album i singl byly komerčně úspěšné. Album se umístilo na vrcholu žebříčku Billboard World Albums "Peek-a-Boo" se dostalo na druhé místo žebříčku Billboard World Digital Songs. V Jižní Koreji se album i sing „Peek-a-Boo“ umístily na druhém místě v žebříčcích Gaon Album Chart a Gaon Digital Chart.

### 2018: Celosvětové uznání aSummer Magic
29. ledna 2018 Skupina vydala reedici Perfect Velvet, nazvanou The Perfect Red Velvet. Ta obsahovala tři nové skladby. The Perfect Red Velvet se také umístilo na třetím místě žebříčku Billboard World Albums, zatímco vedoucí singl „Bad Boy“ debutoval na druhém místě žebříčku Billboard World Digital Songs. Skupina se s albem poprvé objevila na žebříčku Canadian Hot 100 a to na 87. místě. Billboard označil „Bad Boy“ za nejlepší K-popovou skladbu roku.
Red Velvet 28. a 29. března vystoupily v Tokiu v Musashino Forest Sports Plaza na sólovém koncertě Red Room.
V roce 2018 byla skupina pozvána do Pchjongjangu, aby působila na představení propagujicí vztahy mezi Jižní a Severní Koreou, po kterém se členky osobně setkaly s vůdcem Kim Čong-unem.
4. července 2018 vyšlo jejich debutové japonské EP, #Cookie Jar, pod vydavatelstvím Avex Trax a obsahovalo šest nových písní, včetně japonských verzí „Dumb Dumb“, „Russian Roulette“ a „Red Flavour“.
19. července 2018 Red Velvet oznámili, že hodlají vydat další EP. Písně z něj zahráli na koncertě Redmare, který se konal v Soulu od 4. do 5. srpna. 6. srpna vydali Red Velvet EP Summer Magic obsahující osm skladeb, včetně jedné bonusové skladby a jedné exkluzivní skladby iTunes. Videoklip k písni „Power Up“ byl jediným videoklipem od K-popového umělce, který se umístil na seznamu 50 nejlepších hudebních videí roku 2018 podle Billboardu.
30. listopadu vydaly Red Velvet EP RBB, společně se singlem „RBB (Really Bad Boy)“ a jeho anglickou verzí.

### 2019–2021: Trilogie The ReVe Festival a Queendom
6. ledna 2019 vydali Red Velvet svůj první japonský digitální singl „Sappy“. 20. února vydali další japonský singl „Sayonara“. Oba singly byly zahrnuty do jejich druhého japonského EP, Sappy, vydaného 29. května. EP také obsahovalo japonské verze „Peek-a-Boo“, „Rookie“ a „Power Up“. Album se umístilo na 4. místě na žebříčku Billboard Japan's Hot Albums.
V únoru se Red Velvet vydali na severoamerickou část svého turné Redmare Tour. 5. dubna se Red Velvet objevily v remixované verzi „Close to Me“ od Ellie Goulding.
19. června Red Velvet vydali EP The ReVe Festival: Day 1, které obsahovalo hlavní singl „Zimzalabim“. Komerčně bylo album úspěšné. CD formát EP umístil na vrcholu žebříčku Gaon Weekly Album Chart a do konce roku 2019 se v Jižní Koreji prodalo 156 993 kopií. Po něm následovalo vydání EP The ReVe Festival: Day 2, a jeho hlavního singlu „Umpah Umpah“ 20. srpna. Ve tu dobu Red Velvet také vydaly soundtrack s názvem „See the Stars“ k dramatu stanice tvN Hotel Del Luna. 26. listopadu vyhrály Red Velvet s „Umpah Umpah“ ocenění za skladbu roku na udílení cen Asia Artist Awards 2019. EP The ReVe Festival: Finale, vyšlo 23. prosince společně s vedoucím singlem „Psycho“. Za účelem propagace trilogie The ReVe Festival skupina vyrazila na své třetí turné La Rouge, které začalo v Soulu 23. a 24. listopadu. Na začátku roku 2020 turné La Rouge pokračovalo v Japonsku, ovšem bez Wendy, která byla zraněna při nehodě na pódiu během zkoušek dne 25. prosince. Po třech termínech v Japonsku byly poslední dva koncerty La Rouge v Jokohamě odloženy kvůli pandemii covidu-19. 
V roce 2020 se Red Velvet objevily v animovaném hudebním filmu Trolové: Světové turné. 17. října vydaly Red Velvet soundtrack k dramatu stanice tvN Start-Up s názvem „Future“. V roce 2020 byly Red Velvet pátým nejstreamovanějším K-popovým umělcem na Spotify.
16. srpna vydaly své šesté korejské EP Queendom spolu se stejnojmenným hlavním singlem.

### 2022–současnost:The ReVe Festival 2022,Bloom, turné R to V aChill Kill
21. února 2022 bylo oznámeno, že skupina uspořádá ve dnech 19. a 20. března speciální koncert s názvem The ReVe Festival: Prologue. Akce byla odložena, protože členky Irene, Joy a Yeri byly 14. března testovány pozitivní na covid-19. 21. března vydala skupina EP The ReVe Festival 2022 – Feel My Rhythm, spolu s hlavním singlem „Feel My Rhythm“. V dubnu 2022 se prodalo 653 610 kopií, což z něj činí nejprodávanější fyzické vydání skupiny v jejich kariéře.
První japonské studiové album Red Velvet nazvané Bloom a jeho vedoucí singl „Wildside“ vyšly 6. dubna 2022. Bloom se umístilo na pátém místě japonské týdenní hitparády Oricon Albums Chart.
Skupina vydala EP The ReVe Festival 2022 – Birthday spolu s hlavním singlem „Birthday“ 28. listopadu 2022. 14. prosince 2022 Red Velvet ve spolupráci se skupinou Aespa vydaly singl „Beautiful Christmas“.
V březnu 2023 společnost oznámila, že čtvrté turné skupiny s názvem R to V začne začátkem dubna v Soulu. V září 2023 společnost SM Entertainment potvrdila, že skupina v listopadu vydá své třetí studiové album. 18. října Red Velvet oznámili, že jejich třetí studiové album s názvem Chill Kill vyjde 13. listopadu. Album obsahuje deset skladeb včetně stejnojmenného vedoucího singlu.

## Členky
- Irene – leader, hlavní rapperka, vizuál
- Seulgi – hlavní tanečnice, vedoucí vokály

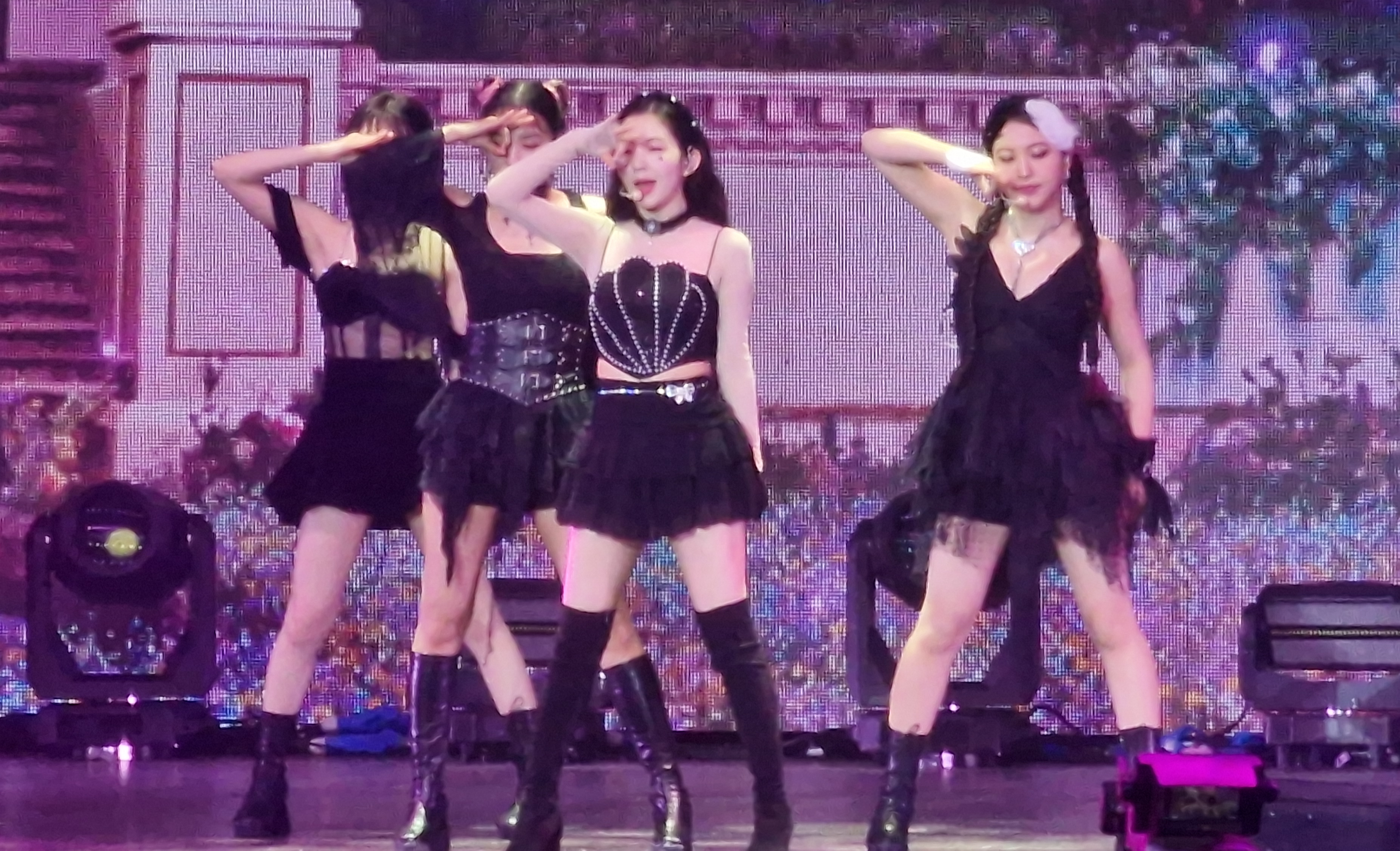
Red Velvet v roce 2023

- Wendy – hlavní vokály
- Joy – vedoucí rapperka
- Yeri – rapperka, vokály, maknae

## Diskografie

### Populární písně
- Bad Boy (2018)[64]
- Psycho (2019)[65]
- Russian Roulette (2016)[66]
- Peek-A-Boo (2017)[67]
- Red Flavor (2017)[68]

### Studiová alba
- The Red (2015)[69][70]
- Perfect Velvet (2017)[71][72]
- Chill Kill (2023)

### Mini alba
- Ice Cream Cake (2015)[73]
- The Velvet (2016)[74]
- Russian Roulette (2016)[75]
- Rookie (2017)[76]
- The Red Summer (2017)[77]
- RBB (2018)[78]
- Summer Magic (2018)[79]
- Cookie Jar (2018)[80]
- Queendom (2021)
- Cosmic (2024)[81]

### ReVe Festival alba
- Day 1 (2019)
- Day 2 (2019)
- Finale (2019)[82]
- Feel My Rhythm (2022)
- Birthday (2022)[83]